# Molnyija–1–11
A Molnyija–1–11 szovjet Molnyija–1 típusú távközlési műhold volt.

## Hírközlési műholdak
Feladata hosszú időszakra biztosítani a nagy távolságú (Moszkva; északi körzetek; Közép-Ázsia), kétoldalú telefon-, távíró- és képtávíró-összeköttetést, valamint a központi televízió- és rádióműsor továbbítását. Katonai és polgári alkalmazása lehetővé tette az információáramlást minden területen és irányba.

## Küldetés
1965–1979 között három típust alkalmaztak, amelyek az adás-vételi frekvenciában különböztek. A keringési idő túlnyomó része a Szovjetunió felett, valamint a Szovjetunióból rádióeszközökkel elérhető pályaszakaszra esik. Moszkva és Vlagyivosztok között 9–10 órás folyamatos hírösszeköttetést létesítettek. 3–4 távközlési műholddal állandó összeköttetést biztosítottak. Az Orbita rendszer (12–15 méter átmérőjű antennák folyamatosan követték pályáján) földi közvetítő állomásai (vevők) segítségével lefedték az egész országot. Alkalmas volt a nemzetközi hírközlésre, szolgáltatásra. Televíziós kamerájával képfelvételeket készített a Föld felső légrétegének globális megoszlásáról, operatívan segítve a meteorológiai előrejelzést.

## Jellemzői
1969. április 11-én a Bajkonuri űrrepülőtér 1. sz. indítóállásából egy Molnyija–M (GRAU-kódja:8K78M) hordozórakétával állították elnyújtott elliptikus pályára. Az orbitális egység pályája 712,10 perces, 64,9 fokos hajlásszögű, az elliptikus pálya perigeuma 470 kilométer, apogeuma 39 700 kilométer volt. Tömege 1600 kilogramm.
Formája hermetikusan lezárt henger, átmérője 1,6, hossza 3,4 méter. Tömege 1600 kilogramm. Egyik kúpos végén a pályamódosításokat segítő hajtómű, a másikra stabilitást segítő földi érzékelők és 6 napelemtábla volt szerelve. Műszerezettsége: nagy érzékenységű vevő/adó (egy operatív és két tartalék); telemetria-eszközök; éjszakai (földárnyék) energiaellátását  akkumulátorok biztosították, számítógép a program vezérlésére. Antennái: két nagy nyereségű parabola- és kettő irányított ostorantenna.
1974. április 17-én 1832 nap után (5,02 év) belépett a légkörbe és megsemmisült.

## Külső hivatkozások
- Molnyija–11. spacefacts.de. (Hozzáférés: 2014. március 4.)
- Molnyija–11. nasa.gov. (Hozzáférés: 2014. március 4.)
- Molnyija–11. lib.cas.cz. [2013. október 13-i dátummal az eredetiből archiválva]. (Hozzáférés: 2014. március 4.)
- Molnyija–11. astronautix.com. (Hozzáférés: 2014. március 4.)

| Elődje: Molnyija–10 | Molnyija-program 1965–1979 | Utódja: Molnyija–12 |